# Nebchasetnebet
Nebchasetnebet (1305 a.C. – 1289 a.C.) è stato un principe egizio.
Figlio del faraone Seti I e di Tuia, era il fratello di Ramesse II, della principessa Tua e, probabilmente, anche di Henutmira (su di lei non sappiamo la reale discendenza). Essendo il primogenito maschio, Seti lo nominò principe ereditario e lo fece addestrare al suo ruolo nella città di Eliopoli. Di lui non ci sono pervenute ulteriori notizie. Alla morte di Seti I fu Ramesse II a salire al trono, mentre Nebchasetnebet sparì nel nulla. È probabile che non sia sopravvissuto al padre. La circostanza che il suo nome, trascritto in alcuni monumenti da Seti, sia stato in seguito cancellato e sostituito con quello di Ramesse, ha fatto ipotizzare anche una sua caduta in disgrazia ed un possibile esilio. Si è pure creata una curiosa e piuttosto inspiegabile sua associazione al personaggio biblico di Mosè.
Questa ipotesi è stata ripresa dal regista cinematografico Cecil B. De Mille nel suo film I dieci comandamenti. Seti I, nella scena in cui lo esilia, proclama: "Che il nome di Mosè venga cancellato da ogni libro e da ogni tavola, da ogni obelisco, da ogni colonna e da tutti i monumenti dell'Egitto".